# Liga catalana de baloncesto
La Liga Catalana es una competición organizada por la Federación Catalana de Baloncesto (FCBQ), creada en la temporada 1980-1981, que enfrenta a los mejores equipos de baloncesto de Cataluña en un torneo que se disputa anualmente a principios de temporada, mediante el sistema de eliminatorias a partido único.
Existen cinco categorías de Liga Catalana: ACB, LEB, EBA, LF y LF2. Cada club participa en el torneo que le corresponde, en función de la categoría de la Federación Española de Baloncesto (FEB) a la que pertenece.
La Liga Catalana es dominada históricamente por los dos grandes clubes del baloncesto catalán, F. C. Barcelona y el Joventut de Badalona; entre los dos han vencido en 34 de las 41 ediciones disputadas. El oligopolio de ambos no se rompió hasta mediada la década de los noventa, cuando se comenzaron a incorporar al palmarés el Bàsquet Manresa, el C.B. Girona y el Lleida Bàsquet.

## Historial
| Año  | Sede             | Campeón                            | Subcampeón                | Resultado | MVP                             | Entrenador campeón   |
| ---- | ---------------- | ---------------------------------- | ------------------------- | --------- | ------------------------------- | -------------------- |
| 1980 | Granollers       | FC Barcelona                       | Cotonificio Badalona      | 90–73     |                                 | Antoni Serra         |
| 1981 | Granollers       | FC Barcelona                       | Joventut Sony             | 92–87     |                                 | Antoni Serra         |
| 1982 | Granollers       | FC Barcelona                       | Joventut Fichet           | 122–86    | Josep Maria Margall (JOV)       | Antoni Serra         |
| 1983 | Granollers       | FC Barcelona                       | Areslux Granollers        | 86–85     |                                 | Antoni Serra         |
| 1984 | Granollers       | FC Barcelona                       | Ron Negrita Joventut      | 102–100   | Juan Antonio San Epifanio (FCB) | Antoni Serra         |
| 1985 | Mataró           | FC Barcelona                       | Ron Negrita Joventut      | 91–90     | Andrés Jiménez (JOV)            | Aíto García Reneses  |
| 1986 | Granollers       | Ron Negrita Joventut               | FC Barcelona              | 98–97     |                                 | Alfred Julbe         |
| 1987 | Barcelona        | Ram Joventut                       | FC Barcelona              | 90–82     |                                 | Alfred Julbe         |
| 1988 | Barcelona        | Ram Joventut                       | FC Barcelona              | 78–74     |                                 | Alfred Julbe         |
| 1989 | Barcelona        | FC Barcelona                       | Cacaolat Granollers       | 99–88     |                                 | Aíto García Reneses  |
| 1990 | Barcelona        | Montigalà Joventut                 | FC Barcelona              | 92–70     |                                 | Lolo Sainz           |
| 1991 | Gerona           | Montigalà Joventut                 | FC Barcelona              | 87–73     | Corny Thompson (JOV)            | Lolo Sainz           |
| 1992 | Manresa          | Marbella Joventut                  | FC Barcelona              | 89–79     | Pep Pujolrás (MAN)              | Lolo Sainz           |
| 1993 | Gerona           | FC Barcelona                       | 7Up Joventut              | 95–89     | Juan Antonio San Epifanio (FCB) | Aíto García Reneses  |
| 1994 | Barcelona        | 7Up Joventut                       | FC Barcelona              | 88–72     | Jordi Villacampa (JOV)          | Pedro Martínez       |
| 1995 | Tarragona        | FC Barcelona                       | Joventut de Badalona      | 92–89     | Artūras Karnišovas (FCB)        | Aíto García Reneses  |
| 1996 | Manresa          | Valvi Girona                       | TDK Manresa               | 62–61     | Chris Corchiani (GIR)           | Trifón Poch          |
| 1997 | Gerona           | TDK Manresa                        | Festina Joventut          | 77–76     | Derrick Alston (MAN)            | Luis Casimiro        |
| 1998 | Granollers       | Pinturas Bruguer Badalona          | TDK Manresa               | 86–71     | Iván Corrales (JOV)             | Alfred Julbe         |
| 1999 | Granollers       | TDK Manresa                        | Pinturas Bruguer Badalona | 81–65     | Paco Vázquez (MAN)              | Manel Comas          |
| 2000 | Barcelona        | FC Barcelona                       | Bàsquet Manresa           | 76–67     | Juan Carlos Navarro (FCB)       | Aíto García Reneses  |
| 2001 | Barcelona        | FC Barcelona                       | DKV Joventut              | 95–73     |                                 | Aíto García Reneses  |
| 2002 | Lérida           | Caprabo Lleida                     | FC Barcelona              | 80–70     | Roger Grimau (LLE)              | Edu Torres           |
| 2003 | Lérida           | Caprabo Lleida                     | FC Barcelona              | 68–65     | Roger Esteller (LLE)            | Edu Torres           |
| 2004 | Barcelona        | FC Barcelona                       | Plus Pujol Lleida         | 83–63     | Roberto Dueñas (FCB)            | Joan Montes          |
| 2005 | Badalona         | DKV Joventut                       | FC Barcelona              | 79–78     | Álex Mumbrú (JOV)               | Aíto García Reneses  |
| 2006 | Gerona           | Akasvayu Girona                    | Winterthur Barcelona      | 73–51     | Arriel McDonald (GIR)           | Svetislav Pešić      |
| 2007 | Badalona         | DKV Joventut                       | Akasvayu Girona           | 84–66     | Rudy Fernández (JOV)            | Aíto García Reneses  |
| 2008 | Barcelona        | DKV Joventut                       | Regal FC Barcelona        | 95–83     | Demond Mallet (JOV)             | Sito Alonso          |
| 2009 | Barcelona        | Regal FC Barcelona                 | DKV Joventut              | 62–38     | Ricky Rubio (FCB)               | Xavi Pascual         |
| 2010 | Barcelona        | Regal FC Barcelona                 | DKV Joventut              | 95–79     | Terence Morris (FCB)            | Xavi Pascual         |
| 2011 | Manresa          | Regal FC Barcelona                 | FIATC Mutua Joventut      | 94–54     |                                 | Xavi Pascual         |
| 2012 | Badalona         | Regal FC Barcelona                 | FIATC Mutua Joventut      | 76–69     |                                 | Xavi Pascual         |
| 2013 | Gerona           | FC Barcelona                       | FIATC Mutua Joventut      | 85–73     | Álex Abrines (FCB)              | Xavi Pascual         |
| 2014 | Seo de Urgel     | FC Barcelona                       | Morabanc Andorra          | 104–93    | Ante Tomić (FCB)                | Xavi Pascual         |
| 2015 | Granollers       | FC Barcelona Lassa                 | Morabanc Andorra          | 68–65     | Pau Ribas (FCB)                 | Xavi Pascual         |
| 2016 | Andorra la Vieja | FC Barcelona Lassa                 | ICL Manresa               | 77–63     | Justin Doellman (FCB)           | Georgios Bartzokas   |
| 2017 | Reus             | FC Barcelona Lassa                 | Morabanc Andorra          | 89–70     | Ante Tomić (FCB)                | Svetislav Pešić      |
| 2018 | Lérida           | Morabanc Andorra                   | FC Barcelona Lassa        | 94–76     | Michele Vitali (AND)            | Ibon Navarro         |
| 2019 | Badalona         | FC Barcelona Assistència Sanitària | Morabanc Andorra          | 93–92     | Nikola Mirotić (FCB)            | Svetislav Pešić      |
| 2020 | Barcelona        | Morabanc Andorra                   | FC Barcelona              | 85–84     | Nikola Mirotić (FCB)            | Ibon Navarro         |
| 2021 | Manresa          | BAXI Manresa                       | FC Barcelona              | 81–70     | Ismaël Bako (MAN)               | Pedro Martínez       |
| 2022 | Tarragona        | FC Barcelona                       | Joventut de Badalona      | 92–82     | Nicolás Laprovittola (BAR)      | Šarūnas Jasikevičius |
| 2023 | Lérida           | FC Barcelona                       | BAXI Manresa              | 81–79     | Nicolás Laprovittola (BAR)      | Roger Grimau         |

## Palmarés
| Club                      | Camp. | Subc. |
| ------------------------- | ----- | ----- |
| FC Barcelona              | 24    | 15    |
| Club Joventut de Badalona | 11    | 15    |
| Bàsquet Manresa           | 3     | 5     |
| Bàsquet Club Andorra      | 2     | 4     |
| Lleida Bàsquet            | 2     | 1     |
| Club Bàsquet Girona       | 2     | 1     |
| Granollers EB             | 0     | 2     |
| CB Cotonificio            | 0     | 1     |